# Tauernmoossee
Der Tauernmoossee  ist ein Stausee mit einem Stauziel von 2023 m ü. A., der sich innerhalb der Glocknergruppe in der Salzburger Gemeinde Uttendorf befindet. Er verfügt über ein Speichervolumen von 55 Mio. m³ und wird vom Tauernmoosbach gespeist.

## Talsperre
Der ursprünglich natürliche See wurde erstmals 1929 durch eine Gewichtsstaumauer mit einer geraden, 190 m langen Krone zu einem Jahresspeicher mit einem Stauziel von 2003 m und einem Nutzinhalt von 21 Mio. m³ vergrößert. Durch die Fertigstellung der zweiten Tauernmoossperre 1973 konnte der Nutzinhalt des Tauernmoossees mehr als verdoppelt werden. Diese Sperre gehört mit einer Länge von 1100 Metern zu den längsten geschwungenen Gewichtsstaumauern in Europa.

## Energiewirtschaftliche Nutzung
Der Tauernmoossee dient in der Kraftwerksgruppe Stubachtal als Jahresspeicher der Speicherkraftwerke Enzingerboden (81 MW), Schneiderau (35 MW), Uttendorf I (27 MW) und Uttendorf II (66 MW). Diesen werden von den ÖBB-Infrastruktur betrieben und zur Erzeugung von Bahnstrom genutzt. Auch eine Einspeisung in das öffentliche Stromnetz ist möglich. Nach einer geplanten Erweiterung bis 2025 wird der Tauernmoossee auch als Unterbecken für das Pumpspeicherkraftwerk Tauernmoos (170 MW) dienen, der Weißsee (2250 m) als Oberbecken.

## Tourismus
Mit dem Bau einer Seilbahn, die vom Enzingerboden zum nahen Grünsee mit einer Verlängerung bis zur Rudolfshütte führt, wurde das Gebiet um den Tauernmoossee für den Tourismus erschlossen.